# Dia Mundial da Conservação da Natureza
O Dia Mundial da Conservação da Natureza foi criado pela Assembleia Geral das Nações Unidas e comemora-se a 28 de Julho.  Este dia tem como objectivo chamar a atenção para os problemas da conservação da Natureza.